# Bavorský rolnický svaz
Bavorský rolnický svaz (německy Bayerischer Bauernbund, zkratka BB či BBB) byla agrární politická strana působící v Německu v období Výmarské republiky. Hájila zájmy bavorského vesnického obyvatelstva v zemském sněmu, ale i na celoněmeckém sněmu. Největší popularitu měla strana v Bavorsku, zastoupení měla také ve Švábsku. 

## Ideologie
Na rozdíl od ostatních agrárních stran v tehdejším Německu byl program strany levicově liberální a antiklerikální (na rozdíl od konkurenční BVP). Otevřeně vystupovala proti šlechtě a církvi. Kromě podpory zemědělců prosazovala odluku církve od státu, demokratické principy vlády a v počátcích i samostatnost Bavorska. Celou dobu své existence byl svaz oslabován vnitřními spory mezi umírněnými členy a levicovým radikálním křídlem. Nikdy se nejednalo o pevně sjednocenou stranu, ale spíš o spolek několika autonomních rolnických organizací. Voliče BB nacházel především u emancipované rolnické střední třídy a vzhledem ke svým kulturně-politickým názorům u liberálních učitelů. Počet členů je kvůli nejednotnosti svazu těžké odhadnout. V roce 1896 se uvádí 14 000, v roce 1914 pouze 7 000. Po skončení války počet členů narostl na 50 000 a následně se držel v období 1924–1933 okolo 35 000.

## Historie
Historie strany sahá až do roku 1893, kdy byl v Berlíně 18. února založen Svaz rolníků (německy: Bund der Landwirte, BdL). Spolek zaměřující se na celní ochranu brzy získal příznivce z řad bohatých zemědělců z úrodného dolního Bavorska, a tak odnož spolku měla vzniknout téhož roku v Bavorsku. Ustavující schůze z 8. března 1893 ale ztroskotala. Dolnobavorští zemědělci byli vesměs protipruští a odmítali převážně aristokratické příznivce BdL. Místo toho vznikl 10. dubna 1893 ve Straubingu nezávislý Dolnobavorský rolnický svaz (německy: Niederbayerischer Bauernbund). Následně byly založen Hornobarovský rolnický svaz, Švábský svaz rolníků a živnostníků a Franský rolnický svaz, který udržoval vazby na BdL. Ke sloučení většiny svazů došlo na společné schůzi v Řezně 2. března 1895. Hornobavorské spolky se připojily později, a to 26. září 1897. V roce 1901 byl předsedou svazu zvolen Georg Eisenberger a zůstal jím až do roku 1930. V roce 1910 došlo k velké vnitrostranické krizi, kdy proti sobě stáli umírnění představitelé z Frank a Švábska proti radikálům z Dolního Bavorska. Rozkol vyvrcholil odchodem většiny členů bývalého Franského rolnického svazu do Německého rolnického svazu (německy: Deutscher Bauernbund) či již zmíněného Svazu rolníků. Důsledkem bylo omezení vlivu BB pouze na bavorské oblasti.  
Po prohrané první světové válce a svržení monarchie v Německu se prosadilo levicové křídlo strany kolem Karla Gandorfera. Začala intenzivní spolupráce se sociálními demokraty (SPD i USPD). BB byl součástí prvního poválečného kabinetu sociálního demokrata Eisnera. V Bavorsku v dubnu 1919 proběhlo levicové povstání a na krátko byla ustanovena Bavorská republika rad. Po jejím krvavém potlačení se strana začala orientovat prorepublikově a navázala vládní spolupráci s lidovci z BVP a nacionalisty z DNVP. Společná koalice vládla v Bavorsku mezi lety 1920–1930. Člen BB vždy zasedl na post ministra zemědělství. V bavorských zemských volbách měla následující výsledky: 1919 9,1 %, 1920 7,9 %, 1924 7,1 %, 1928 11,5 %, 1932 6,5 %). V celoněmecké politice se svaz prosadil v období od března do listopadu 1922, kdy byla strana součástí vládní koalice kancléře Wirtha. Její zástupce Anton Fehr zasedl na křeslo ministra pro výživu a zemědělství. Jinak svaz na celoněmecké úrovni úspěšný nebyl. 
V roce 1927 se středně velké a malé rolnické strany spojily do zastřešující organizace tzv. Německé rolnické strany (německy: Deutschen Bauernpartei). Volební spolupráce stran vydržela až do roku 1933, ale výraznější úspěchy při volbách neslavila. V roce 1930 BB ze společné strany vystoupil na protest proti podpoře polovojenské Zelené fronty (německy: Grünen Front). Poslanci zvolení za BB pak spolupracovali ve směnu s Křesťanskonárodní stranou (CNBL). V srpnu 1930 svaz opustil i koaliční vládu v Bavorsku po neshodách ohledně tzv. porážkové daně (tj. spotřební daň vybíraná při porážce dobytka nebo při dovozu masa). Ve stejném období většina voličstva přešla k nacistům či lidovcům, zatímco vedení strany zůstalo loajální republice až do rozpuštění svazu 11. dubna 1933. Členské základně bylo následně doporučeno vstoupit do NSDAP.
Po druhé světové válce se bývalí členové BB podíleli na založení Křesťansko-sociální unie Bavorska (CSU).

## Volební výsledky a zastoupení v zákonodárných sborech

### Německé císařství
Volební výsledky strany do Říšského sněmu.
| Rok  | Počet hlasů | Mandáty |
| ---- | ----------- | ------- |
| 1893 | 81 350      | 4       |
| 1898 | 139 651     | 5       |
| 1903 | 100 228     | 3       |
| 1907 | 71 602      | 1       |
| 1912 | 47 804      | 2       |

### Výmarská republika
Volební výsledky strany do Říšského sněmu.
| Rok          | Počet hlasů | Mandáty |
| ------------ | ----------- | ------- |
| 1919         | 275 127     | 4       |
| 1920         | 218 596     | 4       |
| 1924 (V.)    | 168 996     | 3       |
| 1924 (XII.)  | 296 321     | 6       |
| 1928¹        | 481 25      | 8       |
| 1930¹        | 339 434     | 6       |
| 1932 (VII.)¹ | 137 133     | 2       |
| 1932 (XI.)¹  | 149.002     | 3       |
| 1933 (III.)¹ | 114 077     | 2       |

¹) Počet hlasů je uveden za Německou rolnickou stranu.